# شهرستان گرین (اوهایو)
شهرستان گرین، اوهایو (به انگلیسی: Greene County, Ohio) یک سکونتگاه مسکونی در ایالات متحده آمریکا است که در اوهایو واقع شده‌است.